# 인왕경
《인왕경(仁王經)》은 동일한 원본의 두 가지 한역 경전인 《불설인왕반야바라밀경(佛說仁王般若波羅蜜經)》(K.19, T.245)와 《인왕호국반야바라밀다경(仁王護國般若波羅蜜多經)》(K.1340, T.246)의 약칭이다.  또한 두 경전은 모두 《인왕반야경(仁王般若經)》 또는 《인왕호국경(仁王護國經)》이라고도 약칭한다. 전자는 후진(後秦) 시대에 구마라습(鸠摩罗什: 344~413)이 번역한 것이며 하며 후자는 당나라 시대인 765년에 불공(不空: 705~774)이 번역한 것이다. 두 경전은 번역 용어에서 차이가 있을 뿐 내용상으로는 차이가 없다.
16대국 가운데 사위국(舍衛國,
산스크리트어: Srāvastī,
팔리어: Sāvatthī)의 왕인 바사닉왕(波斯匿王, 산스크리트어: Prasenajit, 팔리어: Pasenadi)이 16대국의 왕들이 자신들이 다스리고 있는 나라를 보호하고 편안케 하려면 어떻게 해야 하는 지를 여러 거사와 고타마 붓다의 직제자들과 보살들에게 묻고 다녔는데 아무도 답을 하지 못하고, 마침내 고타마 붓다가 그 물음에 답하여 설법한 내용으로 이루어져 있다. 고타마 붓다는 바사닉왕의 호국에 대한 물음에 바로 답하지 않고 먼저 보살들 즉 대승불교의 수행자를 위하여 불과(佛果)를 수호하는 인연(因緣) 즉 직접적 · 간접적 원인과 10지(十地)를 원만히 성취하는 인연에 대해 설한다. 그런 후 16대국의 왕들이 그 나라를 보호하고 편안게 하기 위해서는 반야바라밀을 수지(受持)하여야 한다고 설하고 있다.
《인왕경》에서 고타마 붓다는 반야바라밀을 수지(受持)하는 것 즉 반야바라밀을 닦는 것이란 복인(伏忍) · 신인(信忍) · 순인(順忍) · 무생인(無生忍) · 적멸인(寂滅忍)의 5인(五忍)을 수행하는 것이라고 말하고 있다. 5인은 10신 · 10주 · 10행 · 10회향 · 10지 · 묘각의 51위의 보살 수행계위 또는 10신 · 10주 · 10행 · 10회향 · 10지 · 등각 · 묘각의 52위의 보살 수행계위에서 최초의 10신을 제외한 나머지 상위의 41위 또는 42위(즉 42현성)를 인(忍) 즉 지혜의 측면에서 5가지 그룹으로 재분류한 것이다. 그리고 적멸인은 51위에서는 제10지와 묘각에, 52위에서는 제10지 · 등각 · 묘각에 해당한다.
전통적으로 《인왕경》은 《법화경(法華經)》《금광명경(金光明經)》과 더불어 호국3부경(護國三部經)이라 불린다.

## 보살 수행계위
《인왕경》에는
보살 10지에 대해 설하는 부분에서 10신 · 10주 · 10행 · 10회향 · 10지 · 묘각의 51위로 이루어진 보살 수행계위가 설해지고 있다. 그리고 51위 가운데 처음의 10신을 제외한 상위의 41위를 인(忍) 즉 지혜의 관점에서 구분하여 복인(伏忍) · 신인(信忍) · 순인(順忍) · 무생인(無生忍) · 적멸인(寂滅忍)의 5인(五忍)으로 나누고 있으며, 반야바라밀을 수행한다는 것이란 5인(五忍)을 수행하는 것을 말한다고 설하고 있다. 달리 말해, 반야바라밀이란 5인(五忍)을 통칭하는 것이라고 말하고 있다.
《인왕경》에서는 보살의 가장 높은 계위인 제10지와 불과 즉 묘각을 통칭하여 적멸인(寂滅忍)이라고 부르고 있다. 즉 적멸인에 상 · 하의 차별을 두어서 보살의 적멸인과  부처의 적멸인으로 구분하고 있는데, 후자의 부처의 적멸인이 51위의 보살 수행계위에서의 묘각에 해당한다. 따라서 《인왕경》에서 설하고 있는 51위의 계위는 대승불교권에서 널리 채택하여 사용하고 있는 보살 수행계위인 10신 · 10주 · 10행 · 10회향 · 10지 · 등각 · 묘각의 52위와 거의 동일하다.
5인(五忍)에 따른 51위 · 52위의 구분은 다음과 같다.
1. 복인(伏忍): 10주 · 10행 · 10회향의 3현(三賢)
2. 신인(信忍): 10지 가운데 초지 · 제2지 · 제3지
3. 순인(順忍): 10지 가운데 제4지 · 제5지 · 제6지
4. 무생인(無生忍): 10지 가운데 제7지 · 제8지 · 제9지
5. 적멸인(寂滅忍): 51위의 체계에서는 제10지와 묘각, 52위의 체계에서는 제10지와 등각 · 묘각

## 참고 문헌
- 고려대장경연구소 (K1340 (T.0246)). 《인왕호국반야바라밀다경 해제》. 2013년 4월 12일에 확인. |title=에 외부 링크가 있음 (도움말)
- 구마라습 한역, 번역자 미상 (K.19, T.246). 《불설인왕반야바라밀경》. 한글대장경 검색시스템 - 전자불전연구소 / 동국역경원. K.19(5-1021), T.245(8-825). |title=에 외부 링크가 있음 (도움말)
- 불공 한역, 번역자 미상 (K.1340, T.245). 《인왕호국반야바라밀다경》. 한글대장경 검색시스템 - 전자불전연구소 / 동국역경원. K.1340(37-52), T.246(8-834). |title=에 외부 링크가 있음 (도움말)
- 운허.  동국역경원 편집, 편집. 《불교 사전》. |title=에 외부 링크가 있음 (도움말)
- (중국어) 구마라습 한역 (T.245). 《불설인왕반야바라밀경(佛說仁王般若波羅蜜經)》. 대정신수대장경. T8, No. 245, CBETA. |title=에 외부 링크가 있음 (도움말)
- (중국어) 불공 한역 (T.246). 《인왕호국반야바라밀다경(仁王護國般若波羅蜜多經)》. 대정신수대장경. T8, No. 246, CBETA. |title=에 외부 링크가 있음 (도움말)
- (중국어) 星雲. 《佛光大辭典(불광대사전)》 3판. |title=에 외부 링크가 있음 (도움말)